# Ryuji Imada

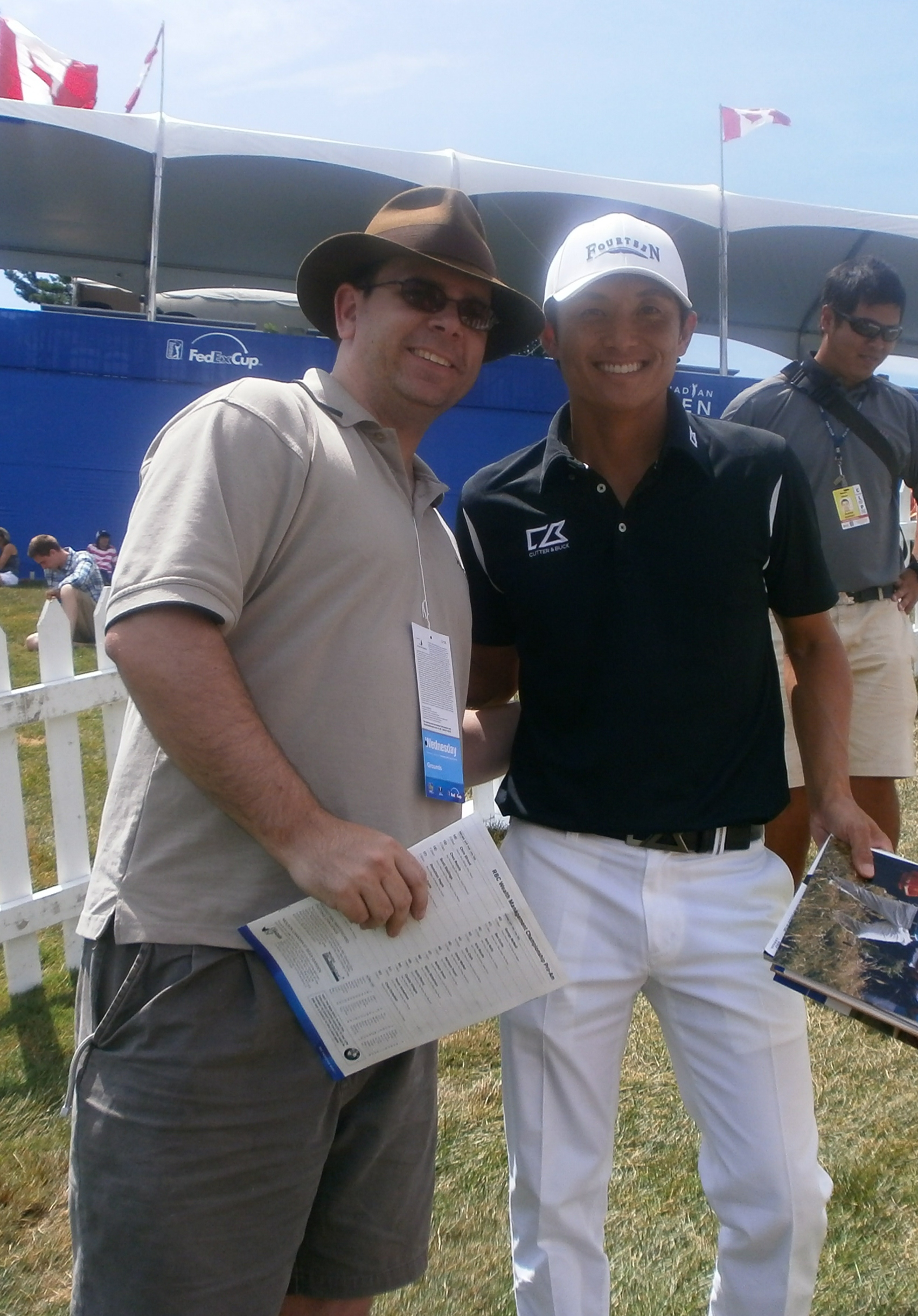
Imada in 2012

Ryuji Imada (今田竜二, Imada Ryūji; Mihara, 19 oktober 1976) is een Japanse golfprofessional, die in de Verenigde Staten woont.

## Amateur

### Gewonnen
- 1995: Porter Cup
- 1996: Azalea Invitational

## Professional
Imada werd in 1999 professional. Van 2000-2004 speelde hij op de Nationwide Tour en won daar het Virginia Beach Open in 2000 en de BMW Charity Pro-Am at The Cliffs in 2004. Een week later speelde hij tijdens een kwalificatietoernooi voor het US Open een 9-holes score van 29 en kon door naar de tweede kwalificatieronde. Hij eindigde op de ranglijst van de Nationwide Tour op de derde plaats en verdiende zijn spelerskaart voor de Amerikaanse PGA Tour.
In 2005, zijn rookiejaar, behield hij zijn kaart voor 2006. Dat jaar werd hij 12de op het US Open.
In 2007 behaalde hij o.a. een 2de plaats bij de AT&T Classic, nadat hij de play-off tegen Zach Johnson verloor. In 2008 kwam hij in de top-100 van de wereldranglijst onder meer door zijn eerste overwinning in Amerika, de AT&T Classic, nadat hij de play-off tegen Kenny Perry won, en zijn 2de plaats bij de Buick Invitational. Dat najaar speelde hij zijn eerste World Cup en eindigde daar op de 4de plaats.

### Gewonnen

#### Nationwide Tour
- 2000: BUY.COM Virginia Beach Open
- 2004: BMW Charity Pro-Am at the Cliffs

#### Amerikaanse Tour
- 2008: AT&T Classic

### Teams
- World Cup: 2008, 2009